# قلعه حاج محمدحسین
قلعه حاج محمدحسین، روستایی از توابع بخش میان آب شهرستان شوشتر در استان خوزستان ایران است.

## جمعیت
این روستا در دهستان میان‌آب (شوشتر) شمالی قرار دارد و براساس سرشماری مرکز آمار ایران در سال ۱۳۸۵، جمعیت آن ۲۴ نفر (۵خانوار) بوده‌است.